# 이토 카즈에
이토 카즈에(伊藤かずえ, 본명 : 伊藤和枝, 1966년 12월 7일 ~ )는 일본의 배우이다.

## 출연작

### 드라마
- 2007년~2008년 《수권전대 게키렌쟈》

### 영화
- 2012년 《라쿠고 아가씨》 코세키 유카리 역
- 2018년 《우리들의 완벽한 세계》

## 인물
- 취미는 양재, 요리, 인라인 스케이트, 스쿠버 다이빙, 승마이다.
- 애차는 1990년에 구입한 닛산 시마.[1] 2021년 4월부터 닛산 자동차에 의해 리스토어가 개시되어 12월 7일, 리스토어 피로회를 실시했다. 참고로 리스토어하는 도중에는 닛산 킥스를 대차로 타고 다녔다.